# Museo degli spaventapasseri
Il Museo degli spaventapasseri appartiene al sistema museale della Valsugana e si trova a Roncegno Terme in provincia di Trento. Inizialmente era un mulino ad acqua pienamente funzionante, divenuto la sede attuale della mostra permanente degli spaventapasseri

## Edificio
I primi mulini ad acqua iniziano a svilupparsi in Trentino a partire dalla fine del XII secolo. Generalmente erano dislocati in zone dedite alla coltivazione di cereali, e quindi nelle valli, caratterizzate da paesi sparsi, con ampi spazi occupati dai campi. Con il diffondersi di questi mulini l'attività del mugnaio venne riconosciuta da specifici ordinamenti legislativi, anche nel caso del Mulino Angeli nel 1909, rimasto funzionante fino al 1959, anno della morte dell'ultimo mugnaio Guglielmo Iobstraibizer. Il mulino viene in seguito abbandonato fino a che non diviene proprietà del Comune di Roncegno Terme.

## Esposizione
Nel museo è ospitata la mostra fotografica “Spaventapasseri” prodotta da Flavio Faganello, ed è il risultato di una ricerca etnografica e culturale condotta dal fotoreporter tra il 1980 ed il 2000 in tutte le valli trentine. All'interno del museo, oltre ad un percorso fotografico, composto da circa (5700) documenti di vario formato, sono presenti girandole, legni intagliati, figure di umani e di animali. Dal 2011, inoltre, hanno sede nel museo diverse opere realizzate nell'ambito del progetto internazionale di Mail Art "Spaventapasseri" a cui hanno reso parte oltre 280 artisti
.